# Бан ми
У вијетнамској кухињи, bánh mì (/ˈб ɑːн м иː/, „хлеб“) је кратак багет са танком, хрскавом корицом и меком, прозрачном текстуром. Често се дели по дужини и пуни укусним састојцима попут подморског сендвича и служи као оброк.
Типична вијетнамска ролница или сендвич је фузија меса и поврћа из домаће вијетнамске кухиње, као што је (свињска кобасица), лист коријандера, краставац, кисела шаргарепа и кисели даикон у комбинацији са зачинима из француске кухиње, као што је паштета заједно са црвеним чилијем и мајонезом од путера. Међутим, користи се велики избор популарних пуњења, од xíu mại (кинеска кухиња) до чак и сладоледа. У Вијетнаму се пецива и сендвичи обично једу за доручак или као ужину.
Багет су у Вијетнам унели Французи средином 19. века, током династије Нгуиен, а постао је основна храна почетком 20. века. Током 1950-их, у Сајгону се развио изразито вијетнамски стил сендвича, који је постао популарна улична храна, позната и као bánh mì Sài Gòn)  После Вијетнамског рата, прекоморски Вијетнамци су популаризовали bánh mì сендвич у земљама као што су Аустралија, Канада и Сједињене Државе. У овим земљама се обично продају у азијским пекарама.

## Терминологија
На вијетнамском, реч bánh mì је изведено од bánh (што се може односити на многе врсте хране, првенствено пецива, укључујући хлеб) и mì (пшеница). Може се писати и bánh mỳ у северном Вијетнаму.
Народна етимологија тврди да је реч bánh mì је корупција француског pain de mie, што значи меки, бели хлеб. Међутим, bánh се користило за пиринчане колаче и друга пецива још у 13. веку, много пре контакта са Французима.

## Историја
Реч bánh mì, што значи "хлеб", потврђена је на вијетнамском још 1830-их, у речнику Жан-Луја Таберда Dictionarium Latino-Annamiticum. Током Првог светског рата стигао је прилив француских војника и залиха. У исто време, поремећаји у увозу пшенице навели су пекаре да почну да мешају јефтино пиринчано брашно (што је такође учинило хлеб пахуљастијим). Као резултат тога, постало је могуће да обични Вијетнамци уживају у француским намирницама као што је хлеб.
Подела Вијетнама из 1954. послала је преко милион миграната из Северног Вијетнама у Јужни Вијетнам, трансформишући локалну кухињу Сајгона. Међу мигрантима били су Lê Minh Ngọc и Nguyễn Thị Tịnh, који су отворили малу пекару по имену Hòa Mã у округу 3. Године 1958, Hòa Mã постала једна од првих продавница која је продавала bánh mì thịt.

## Састојци

### Хлеб
Вијетнамски багет има танку кору и белу, прозрачну мрвицу. Може се састојати и од пшеничног и пиринчаног брашна.

### Пуњење
А bánh mì сендвич се обично састоји од једног или више меса, пропратног поврћа и зачина.
Пратеће поврће обично укључује кришке свежег краставца, коријандер (лишће) и киселу шаргарепу и белу ротквицу у исецканом облику (đồ chua). Уобичајени зачини укључују зачињени чили сос, нарезани чили, маги сос од зачина и мајонез.